# Batrovci
Batrovci (izvirno srbsko Батровци) je naselje v Srbiji, ki upravno spada pod Občino Šid; slednja pa je del Sremskega upravnega okraja.

## Demografija
V naselju, katerega izvirno (srbsko-cirilično) ime je Батровци, živi 269 polnoletnih prebivalcev, pri čemer je njihova povprečna starost 43,8 let (41,6 pri moških in 45,7 pri ženskah). Naselje ima 118 gospodinjstev, pri čemer je povprečno število članov na gospodinjstvo 2,71.
To naselje je, glede na rezultate popisa iz leta 2002, v glavnem srbsko, a v času zadnjih treh popisov je opazno zmanjšanje števila prebivalcev.
|  |

| Demografija | Demografija     | Demografija     |
| Leto        | Št. prebivalcev | Št. prebivalcev |
| ----------- | --------------- | --------------- |
|             |                 |                 |
|             |                 |                 |
|             |                 |                 |
|             |                 |                 |
| 1948        | 629             |                 |
| 1953        | 674             |                 |
| 1961        | 653             |                 |
| 1971        | 577             |                 |
| 1981        | 464             |                 |
| 1991        | 399             | 359             |
| 2002        | 361             | 320             |
|             |                 |                 |

| Etnična sestava po popisu iz leta 2002 | Etnična sestava po popisu iz leta 2002 | Etnična sestava po popisu iz leta 2002 | Etnična sestava po popisu iz leta 2002 | Etnična sestava po popisu iz leta 2002 |
| -------------------------------------- | -------------------------------------- | -------------------------------------- | -------------------------------------- | -------------------------------------- |
| Srbi                                   | Srbi                                   |                                        | 217                                    | 67,81%                                 |
| Hrvati                                 | Hrvati                                 |                                        | 91                                     | 28,43%                                 |
| Rusini                                 | Rusini                                 |                                        | 4                                      | 1,25%                                  |
| Jugoslovani                            | Jugoslovani                            |                                        | 3                                      | 0,93%                                  |
| Ukrajinci                              | Ukrajinci                              |                                        | 1                                      | 0,31%                                  |
| Slovaki                                | Slovaki                                |                                        | 1                                      | 0,31%                                  |
| Muslimani                              | Muslimani                              |                                        | 1                                      | 0,31%                                  |
| Neznano                                | Neznano                                |                                        | 1                                      | 0,31%                                  |